# جيب ديميانسك
جيب ديميانسك (بالألمانية: Festung Demjansk أو Kessel von Demjansk)، (الروسية: Демя́нский котёл) هو الاسم الذي أعطي لتطويق القوات الألمانية من قبل الجيش الأحمر في ديميانسك جنوب لنينغراد في الحرب العالمية الثانية في الجبهة الشرقية.